# هرتا ور
هرتا ور (انگلیسی: Herta Ware؛ ۹ ژوئن ۱۹۱۷ – ۱۵ اوت ۲۰۰۵) یک هنرپیشه اهل ایالات متحده آمریکا بود.

## گزیده فیلمشناسی
از فیلم‌ها یا برنامه‌های تلویزیونی که وی در آن نقش داشته‌است می‌توان به آثار زیر اشاره کرد.
- ۲۰۱۰ (فیلم) (۱۹۸۴)
- پیله (فیلم ۱۹۸۵) (۱۹۸۵)
- سرزمین موعود (فیلم ۱۹۸۷) (۱۹۸۷)
- مخلوقات ۲: غذای اصلی (۱۹۸۸)
- گونه (فیلم) (۱۹۹۵)
- جادوی عملی (۱۹۹۸)
- مقاصد بی‌رحمانه (۱۹۹۹)
- پیشتازان فضا: نسل بعدی (۱۹۸۷)
- دختران زرین (۱۹۸۸)
- بخش فوریت‌های پزشکی (مجموعه تلویزیونی) (۱۹۹۴)